# Bahnhof Lindau-Reutin
Bahnhof Lindau-Reutin egy vasútállomás Németországban, Lindauban, ahol az Aeschacher Kurve elágazik a Lindau-Bludenz-vasútvonalról. Ez egyben határállomás is Ausztriával szemben. A lindaui vasúti csomópont 2016-ban megkezdett átalakításának részeként a korábban csak teherpályaudvarként használt vasúti létesítményeket a 2020-ban megnyílt új lindaui távolsági vasútállomássá bővítették.

## Vasútvonalak
A vasútállomásra az alábbi vasútvonalak futnak be:
- Lindau–Bludenz-vasútvonal
- Aeschacher Kurve

## Forgalom

### Távolsági
| Járat / vonatnem | Útvonal | Gyakoriság           |
| ---------------- | --- | -------------------- |
| RJ 28            | Flughafen Wien – Salzburg – Innsbruck – Bregenz – Lindau-Reutin – Friedrichshafen – Ulm – Stuttgart – Heidelberg – Frankfurt (Main)                               | egy vonatpár naponta |
| ICE 32           | Dortmund – Hagen – Wuppertal – Köln – Koblenz – Mainz – Mannheim – Heidelberg – Stuttgart – Ulm – Friedrichshafen – Lindau-Reutin – Bregenz – Innsbruck           | egy vonatpár naponta |
| ICE 32           | Innsbruck – Bregenz – Lindau-Reutin – Friedrichshafen – Ulm – Stuttgart – Heidelberg – Mannheim – Mainz – Koblenz – Köln – Düsseldorf – Essen – Bochum – Dortmund | egy vonatpár naponta |
| ECE / EC 88      | München – Buchloe – Memmingen – Lindau-Reutin – Bregenz – Zürich                                                                                                  | hét vonatpár naponta |

### Helyi
| Járat / vonatnem | Útvonal                                                                                      | Gyakoriság                         |
| ---------------- | -------------------------------------------------------------------------------------------- | ---------------------------------- |
| IRE 3            | Lindau-Reutin – Friedrichshafen – Aulendorf – Ulm                                            | óránként                           |
| RE7              | Lindau-Reutin – Immenstadt – Kempten – Buchloe – Augsburg (– Nürnberg)                       | kétóránként                        |
| RE70             | Lindau-Reutin – Immenstadt – Kempten – Buchloe – München                                     | kétóránként                        |
| RE96             | Lindau-Reutin – Lindau-Insel – Kißlegg – Memmingen – Buchloe – München                       | kétóránként                        |
| REX              | Lindau-Reutin – Bregenz – St. Margrethen (ab dort als S7 der S-Bahn St. Gallen) – Romanshorn | kétóránként, csak szombat/vasárnap |
| REX              | Lindau-Insel – Lindau-Reutin – Bregenz – Feldkirch (– Bludenz – Schruns)                     | (fél-)óránként                     |
| S 1              | Lindau-Insel – Lindau-Reutin – Bregenz – Feldkirch – Bludenz                                 | kétóránként                        |

## Képgaléria

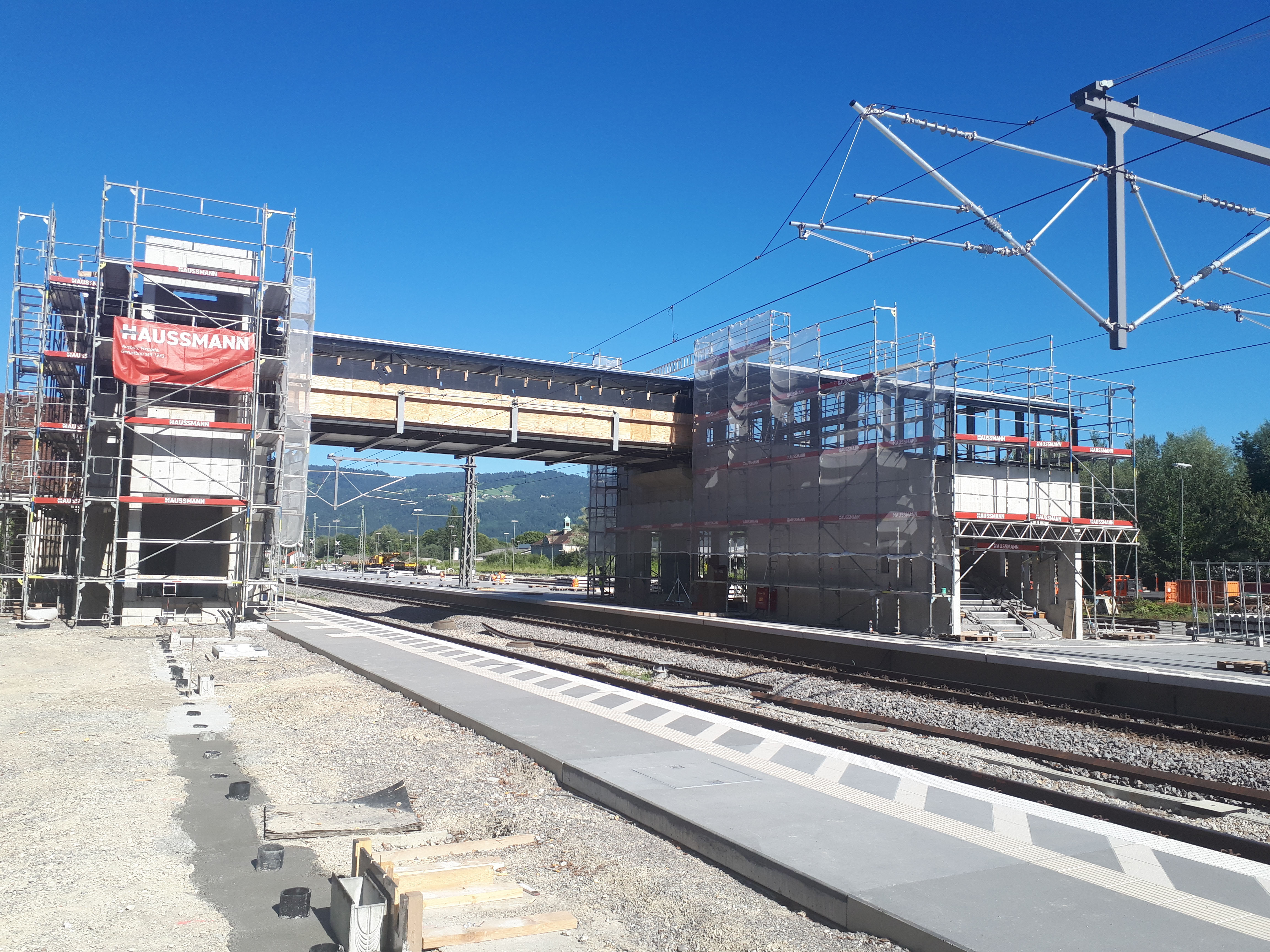
Az állomás 2020 júliusában
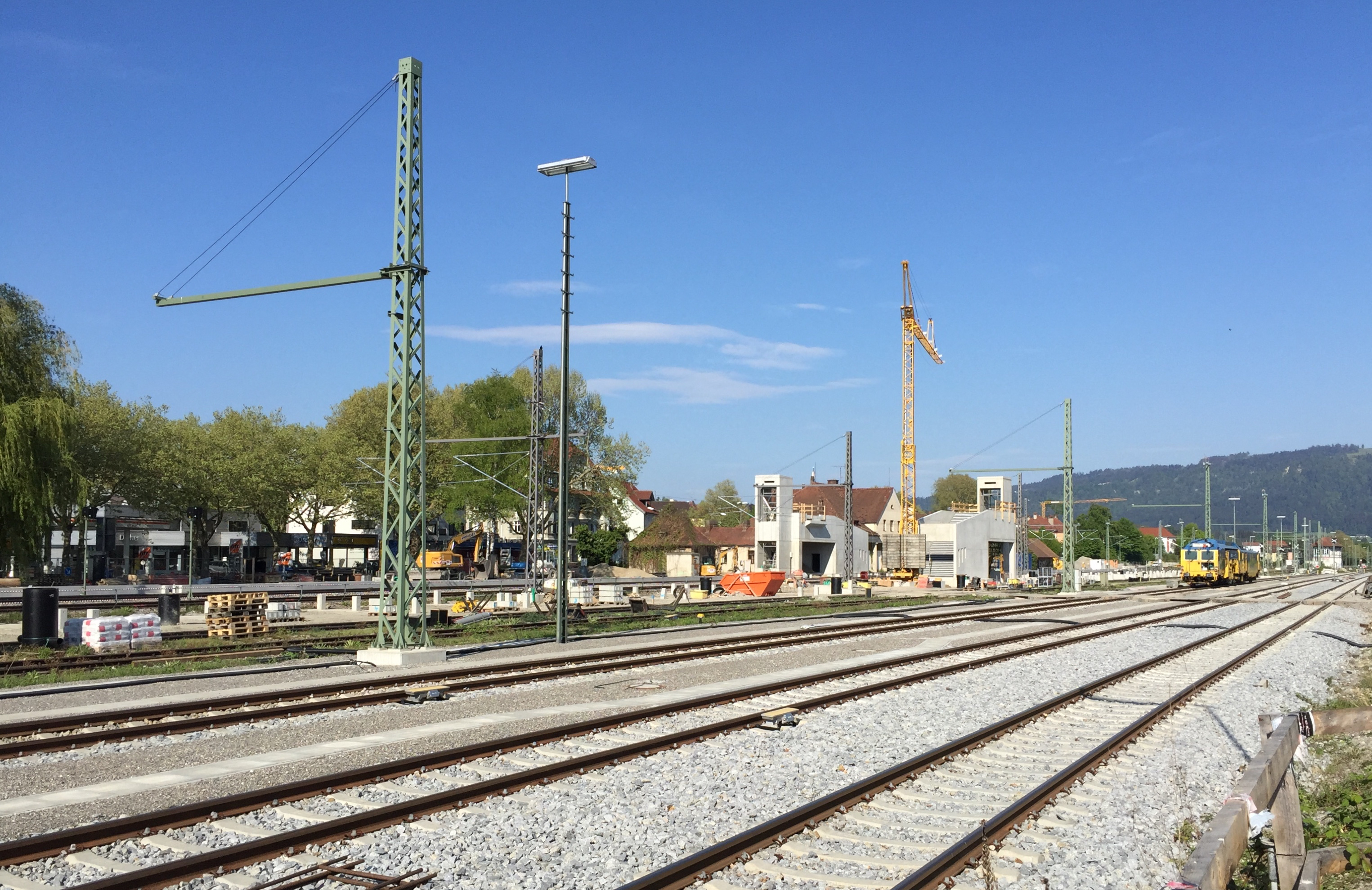
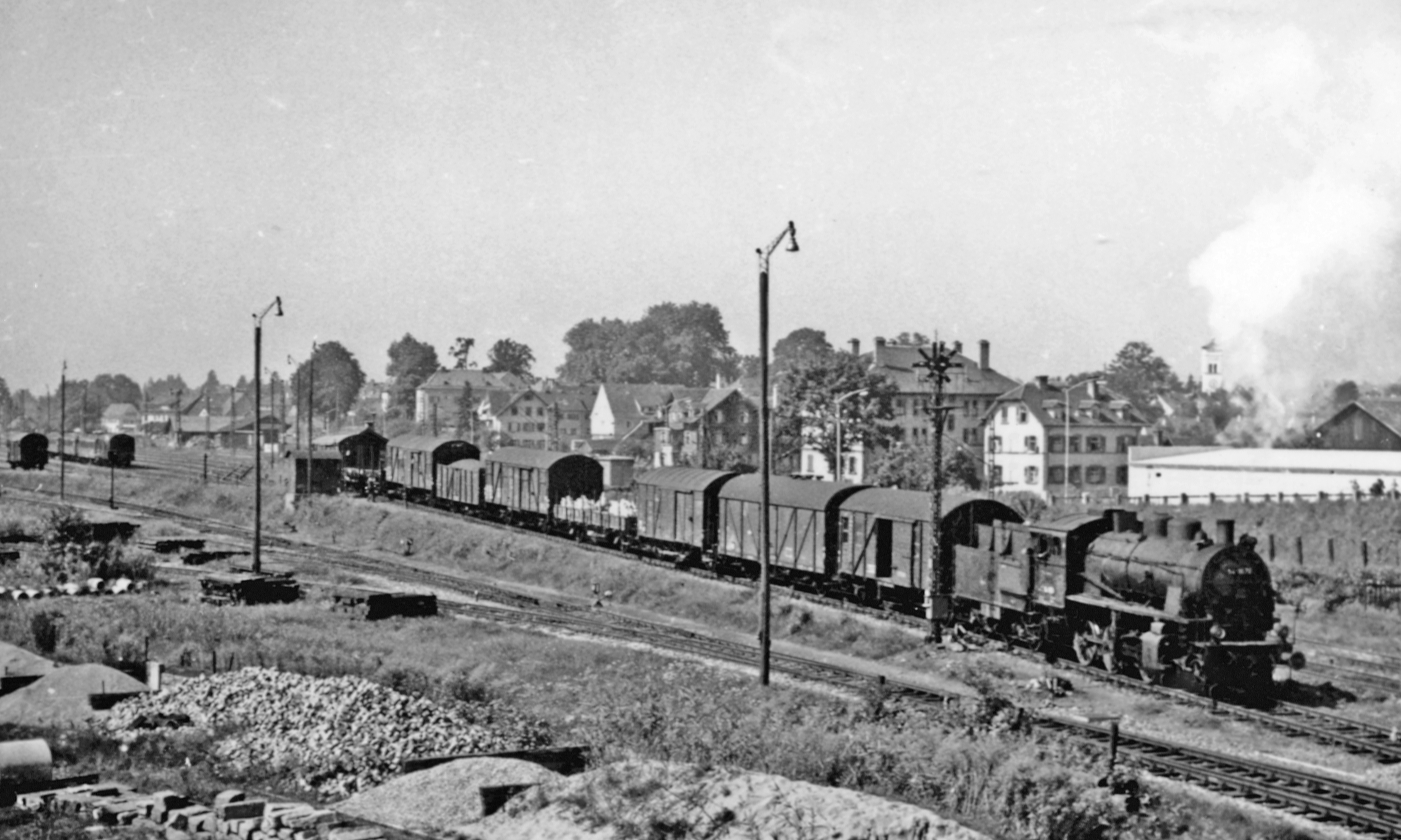
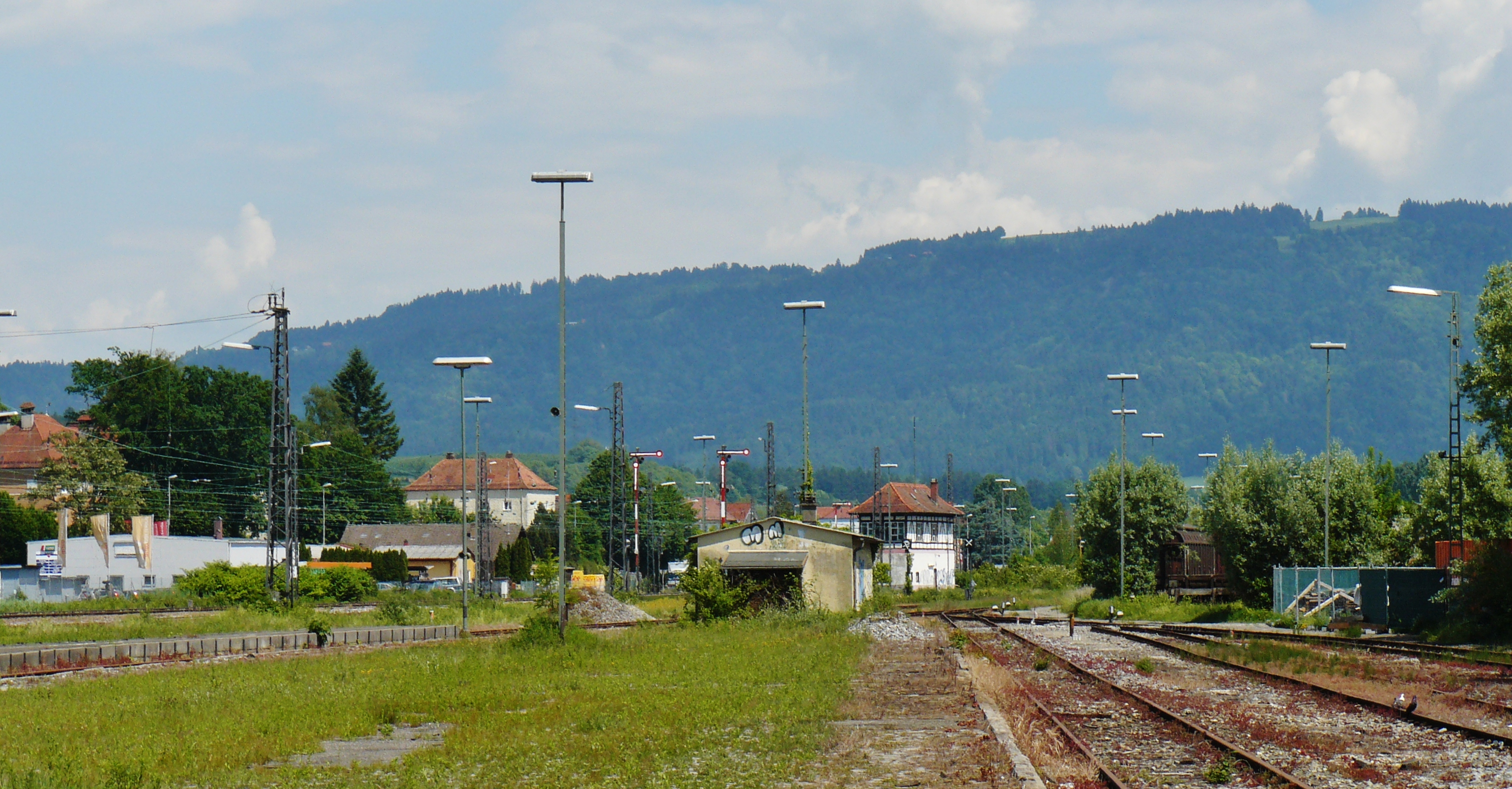
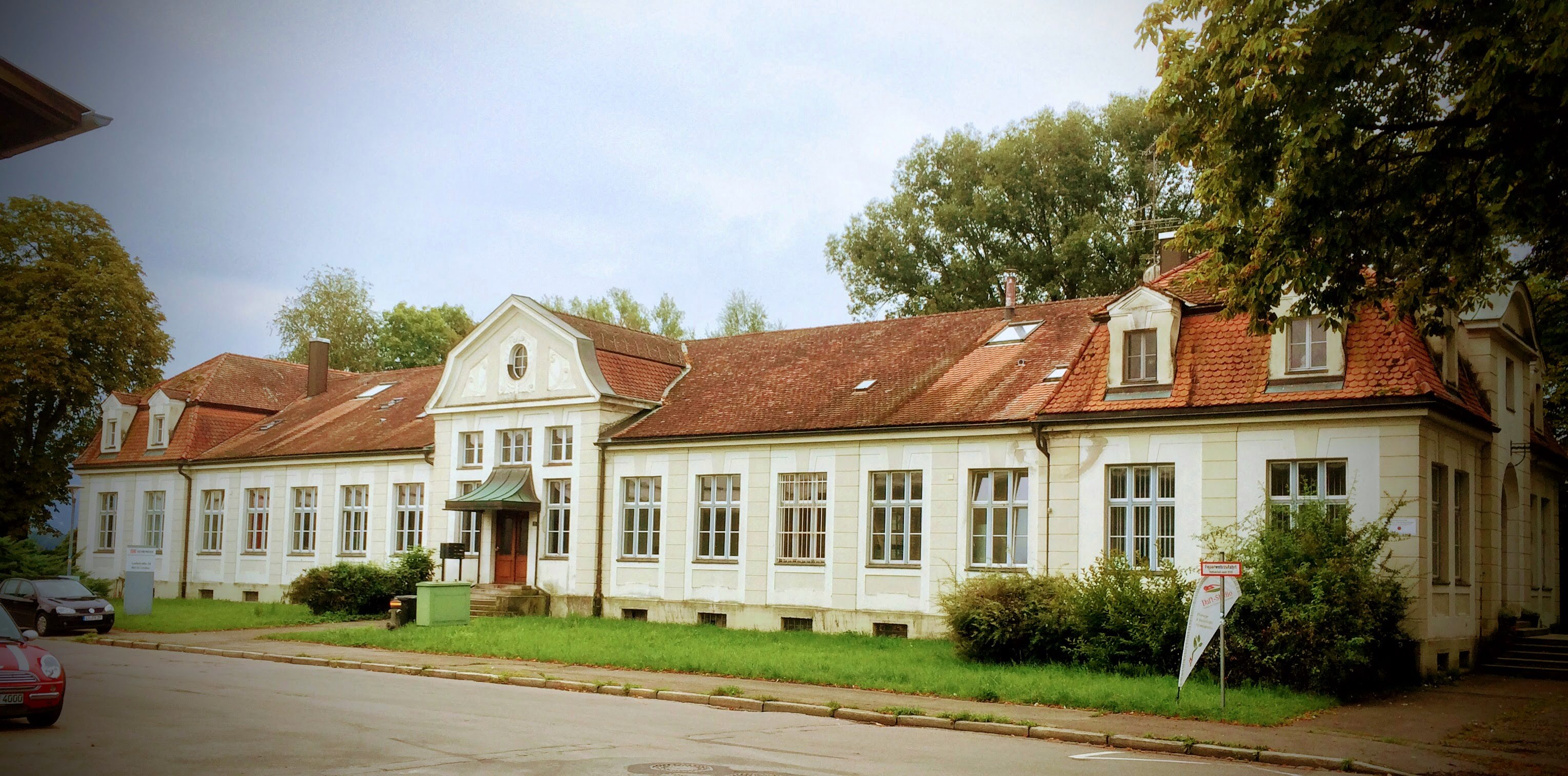
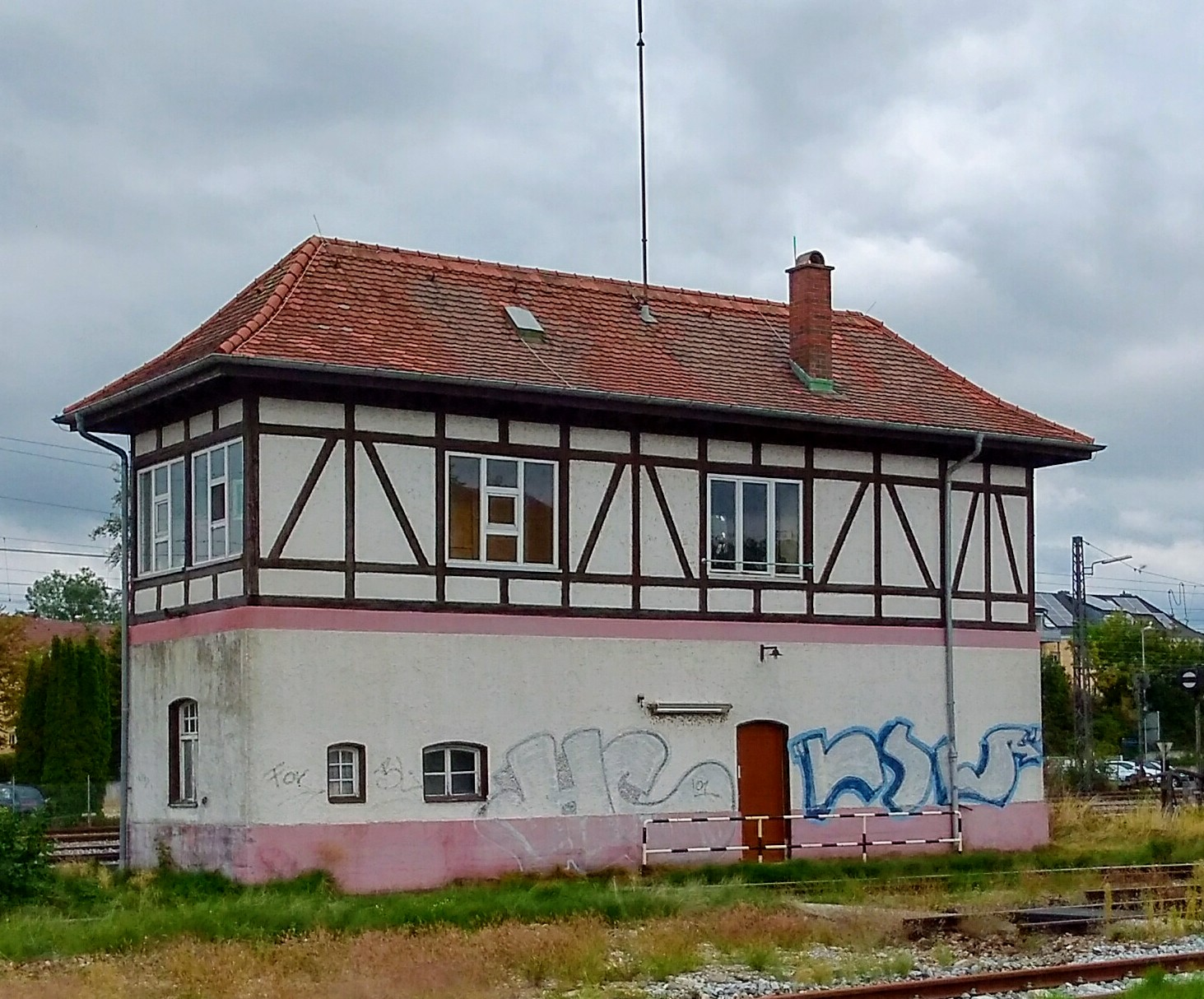